# Argoulió
Argoulió, en grec moderne : Αργουλιό, est un village du dème de Mylopótamos, en Crète, en Grèce. Selon le recensement de 2011, la population d'Argoulió compte 74 habitants. Il est situé à une altitude de 420 m et à 37 km de Réthymnon.

## Recensements de la population
| Recensements | 1900 | 1920 | 1928 | 1940 | 1951 | 1961 | 1971 | 1981 | 1991 | 2001 | 2011 |
| ------------ | ---- | ---- | ---- | ---- | ---- | ---- | ---- | ---- | ---- | ---- | ---- |
| Population   | -    | 57   | 55   | 62   | 68   | 73   | 73   | 74   | -    | 95   | 74   |